# Клімат Марса

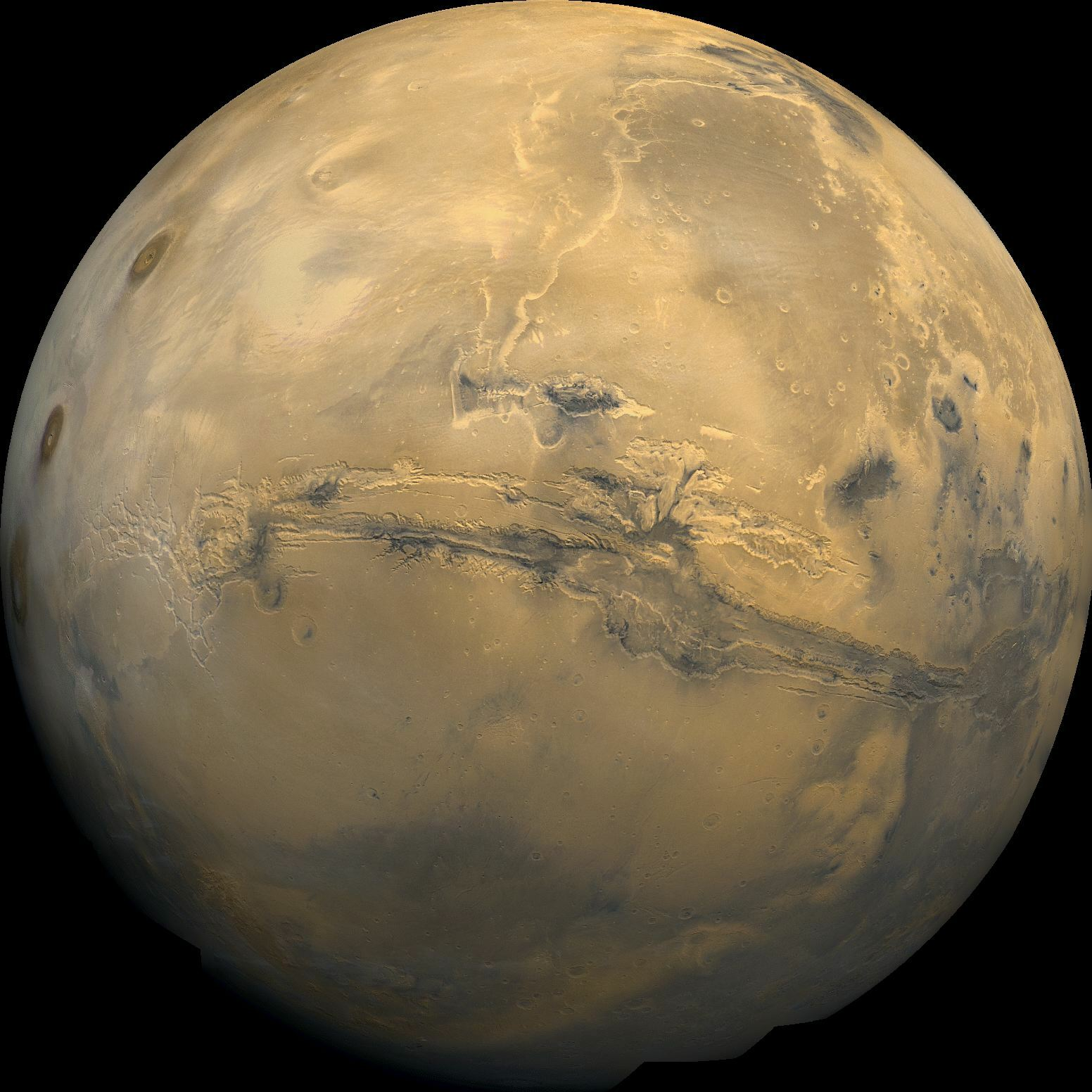
Фото «Вікінг-1», 22.02.1980.

Клімат Марса викликав наукову зацікавленість протягом століть, не в останню чергу тому, що Марс є єдиною планетою земної групи в Сонячній системі, поверхню якої можна безпосередньо спостерігати в деталях із Землі за допомогою телескопа.
Сьогодні Марс — найцікавіша для вивчення планета Сонячної системи. Клімат на Марсі хоча й малосприятливий для життя, він усе ж є найближчим до земного. Імовірно, в минулому клімат Марса міг бути теплішим і вологішим, а на поверхні була присутня рідка вода і навіть йшли дощі.

## Атмосферний склад

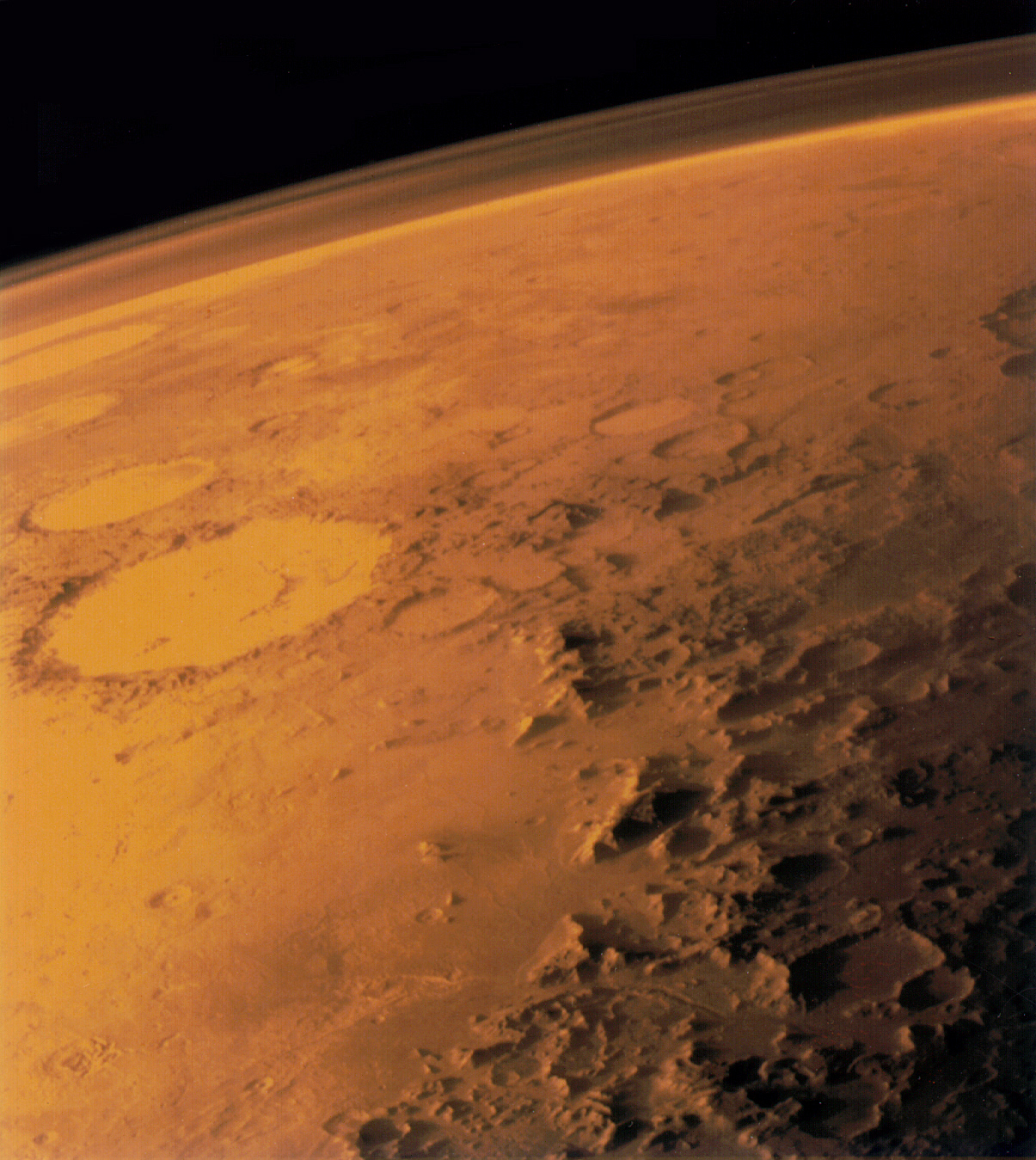
Атмосфера Марса

Атмосфера Марса більш розріджена, ніж повітряна оболонка Землі, і на 95,9 % складається з вуглекислого газу, близько 1,9 % припадає на частку азоту і 2 % — аргону. Вміст кисню — 0,14 %. Середній тиск атмосфери на поверхні в 160 разів менший, ніж на поверхні Землі.
Маса атмосфери протягом року сильно змінюється через конденсацію в зимовий час і випаровування в літній великих обсягів вуглекислого газу на полюсах, в полярних шапках.

## Хмарність та опади

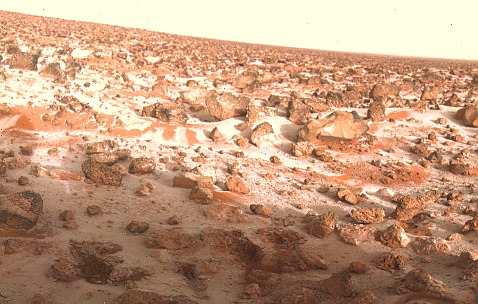
Іній на поверхні Марса (знімок апарата «Вікінг-2»)

Водяної пари в марсіанській атмосфері зовсім небагато, але при низькому тиску й температурі вона перебуває в стані, близькому до насичення, і часто збирається в хмари. Марсіанські хмари досить невиразні порівняно з земними. У телескоп видно тільки найбільші з них, але спостереження з космічних апаратів показали, що на Марсі зустрічаються хмари найрізноманітніших форм і видів: перисті, хвилясті, підвітряні (поблизу великих гір і під схилами великих кратерів, у місцях, захищених від вітру).
Над низинами — каньйонами, долинами — і на дні кратерів у холодну пору доби часто стоять тумани. Взимку 1979 р. в районі посадки «Вікінга-2» випав тонкий шар снігу, який пролежав кілька місяців.

## Питання про наявність води
Через низький тиск вода може існувати в рідкому стані лише на тій частині поверхні Марса, тиск на якій перевершує потрійну точку води.
Дослідження, проведені космічним апаратом «Марінер-4» в 1965 році, показали, що рідкої води на Марсі нині немає, але дані марсоходів НАСА «Спірит» і «Оппортьюніті» свідчать про наявність води в минулому. 31 липня 2008 року вода в стані льоду була виявлена на Марсі в місці посадки космічного апарата НАСА «Фенікс». Апарат виявив поклади льоду безпосередньо в ґрунті.
Є кілька фактів на підтримку твердження про присутність води на поверхні планети в минулому. По-перше, знайдені мінерали, які могли утворитися тільки в результаті тривалого впливу води. По-друге, дуже старі кратери практично стерті з лиця Марса. Сучасна атмосфера не могла викликати такого руйнування. Вивчення швидкості утворення й ерозії кратерів дало змогу встановити, що найсильніше вітер і вода руйнували їх близько 3,5 млрд років тому. Приблизно такий же вік мають і багато промоїн.
НАСА 28 вересня 2015 року оголосило, що сьогодні на Марсі існують сезонні потоки рідкої солоної води. Ці утворення проявляють себе в теплу пору року і зникають у холодну. До своїх висновків планетологи прийшли, проаналізувавши високоякісні знімки, отримані науковим інструментом High Resolution Imaging Science Experiment (HiRISE) орбітального марсіанського апарата Mars Reconnaissance Orbiter (MRO).

## Температура
Середня температура на Марсі значно нижче, ніж на Землі, близько −40 °C. За найсприятливіших умов влітку на денній половині планети повітря прогрівається до 20 °C — цілком прийнятна температура для жителів Землі, але зимової ночі мороз може сягати −125 °C. При зимовій температурі навіть замерзає діоксид вуглецю, перетворюючись на сухий лід. Такі різкі перепади температури викликані тим, що розріджена атмосфера Марса нездатна довго утримувати тепло. У результаті численних вимірів температур у різних точках поверхні Марса з'ясувалося, що вдень на екваторі температура може доходити до +27 °C, але вже до ранку падає до −50 °C.
На Марсі існують температурні оази: у районах «озера» Фенікс (плато Сонця) і землі Ноя перепад температур складає від −53 до +22 °C влітку і від −103 до −43 °C взимку.
Таким чином, Марс — досить холодний світ, однак клімат там не набагато суворіший, ніж в Антарктиді.
Мінімальні значення, зареєстровані на північній полярній шапці — мінус 138 °C. Температура на Південному полюсі опускається до мінус 130 °C.

## Пилові бурі та смерчі

Пилові вихори сфотографовані марсоходом «Оппортьюніті». Цифри в лівому нижньому кутку відображають час у секундах з моменту першого кадра.

Одним із проявів перепаду температур є вітри. Над поверхнею планети часто дмуть сильні вітри, швидкість яких доходить до 100 м/с. Мала сила тяжіння дає змогу навіть розрідженим потокам повітря піднімати величезні хмари пилу. Іноді досить великі області на Марсі бувають охоплені грандіозними пиловими бурями. Найчастіше вони виникають поблизу північної й південної полярних шапок Марса. Пилові бурі найчастіше бувають у періоди великих протистоянь, коли літо в південній півкулі збігаються з проходженням Марса через перигелій.
Глобальна пилова буря на Марсі бушувала з вересня 1971-го по січень 1972 року, піднявши в атмосферу на висоті понад 10 км близько мільярда тонн пилу. Вона викликала зміну часу зйомки для картографування поверхні з борту штучного супутника «Марінер-9».
Пилові смерчі — ще один приклад процесів на Марсі, пов'язаних із температурою. Такі смерчі — дуже часті прояви на Марсі. Вони піднімають в атмосферу пил і виникають через різницю температур. Причина: вдень поверхня Марса досить нагрівається (іноді і до позитивних температур), але на висоті до двох метрів від поверхні атмосфера залишається такою ж холодною. Такий перепад викликає нестабільність, піднімаючи в повітря пил, — у результаті утворюються пилові дияволи.

## Пори року
Нині відомо, що з усіх планет Сонячної системи Марс найподібніший до Землі. Вісь обертання Марса нахилена до його орбітальної площини приблизно на 23,9°, що можна порівняти з нахилом земної осі, що становить 23,4°, а марсіанська доба (сол) за тривалістю практично збігається із земною — саме тому, як і на Землі, відбувається зміна сезонів. Найяскравіше сезонні зміни проявляються в полярних областях. У зимовий час полярні шапки займають значну площу. Кордон північної полярної шапки може віддалитися від полюса на третину відстані до екватора, а межа південної шапки долає половину цієї відстані. Така різниця викликана тим, що в північній півкулі зима наступає, коли Марс проходить через перигелій своєї орбіти, а в південному — коли через афелій. Через це зима в південній півкулі холодніша, ніж у північній. Тривалість кожного з чотирьох марсіанських сезонів різниться залежно від його віддалення від Сонця. Тому в марсіанській північній півкулі зима коротка й помірна, а літо довге, але прохолодне. У південній же навпаки — літо коротке і відносно тепле, а зима довга і холодна.
З настанням весни полярна шапка починає зникати, залишаючи за собою поступово щезаючі острівці льоду. Водночас від полюсів до екватора поширюється так звана хвиля потемніння. Сучасні теорії пояснюють її тим, що весняні вітри переносять вздовж меридіанів великі маси ґрунту з різними відбивними властивостями.
Мабуть, жодна з шапок не зникає повністю. До початку досліджень Марса за допомогою міжпланетних зондів передбачалося, що його полярні області покриті застиглою водою. Точніші сучасні наземні та космічні вимірювання виявили в складі марсіанського льоду також замерзлий вуглекислий газ. Улітку він випаровується і надходить в атмосферу. Вітри переносять його до протилежної полярної шапки, де він знову замерзає. Цим колообігом вуглекислого газу і різними розмірами полярних шапок пояснюється мінливість тиску марсіанської атмосфери.

## Цікаві факти
Спостереження сезонних змін деталей альбедо і виявлення Скіапареллі на Марсі так званих каналів послужили приводом для припущень про існування на Марсі розвинутої цивілізації.
Типовий марсіанський пейзаж нагадує земну пустелю, а поверхня Марса має червонуватий відтінок через підвищений вміст у марсіанському піску оксидів заліза.
Коли перші фотографії з поверхні Марса, зроблені в рамках програми «Вікінг», були передані на Землю, вчені були сильно здивовані, побачивши, що марсіанське небо не чорне, як це передбачалося, а рожеве. Виявилося що пил, що висить у повітрі, поглинає 40 % сонячного світла, створюючи кольоровий ефект.

## Інтернет-ресурси
- NASA Martian Climate page
- Mars Today, current conditions on Mars.
- Nature study explains mystery of Mars icecaps. [Архівовано 6 червня 2011 у Wayback Machine.]
- Mars could be undergoing major global warming [Архівовано 15 березня 2008 у Wayback Machine.]
- Mars Global Surveyor MOC2-1151 Release [Архівовано 7 листопада 2011 у Wayback Machine.]
- Global warming on Mars? [Архівовано 6 березня 2007 у Wayback Machine.]
- Images of melting ice cap: Evidence for Recent Climate Change on Mars [Архівовано 16 лютого 2007 у Wayback Machine.]
- Article from National Geographic on the issue of Martian Global Warming [Архівовано 11 серпня 2018 у Wayback Machine.]
- Weather Reports from the Curiosity Rover (REMS)
- На Марсі не буває блискавок, але пилові бурі можуть породжувати іскри [Архівовано 14 червня 2021 у Wayback Machine.]